# Javier Milei
Javier Gerardo Milei (AFI: /xaˈβjeɾ xeˈɾaɾðo miˈlei/; Buenos Aires, 22 ottobre 1970) è un politico, economista, scrittore, docente e conduttore radiofonico argentino, presidente dell'Argentina dal 10 dicembre 2023.
Ha frequentato l'Università di Belgrano, dove si è laureato in economia, e successivamente ha conseguito due master. Milei è poi diventato professore di macroeconomia. Negli anni 2010 è salito alla ribalta pubblica grazie alle sue apparizioni come opinionista in diversi programmi televisivi argentini, in cui ha criticato apertamente l'establishment politico argentino.
Alle elezioni parlamentari del 2021, Milei è stato eletto alla Camera dei deputati per La Libertà Avanza. Come deputato nazionale, ha limitato la sua attività legislativa al voto, concentrandosi invece sulla critica a quella che considerava l'élite politica argentina e la sua propensione all'alta spesa pubblica. Ha sconfitto il ministro dell'economia in carica, Sergio Massa, al secondo turno delle elezioni presidenziali del 2023, con un messaggio che incolpava il peronismo come responsabile dell'attuale crisi monetaria argentina.
Milei è noto per la sua personalità eccentrica e la forte visibilità mediatica, data anche dall'uso del suo tormentone "¡Viva la libertad, carajo!". Politicamente viene collocato da diversi analisti all'interno della più generale ascesa della destra radicale a livello mondiale. Le sue posizioni sono state descritte generalmente come un peculiare connubio tra populismo di destra e libertarismo di destra. Sul piano economico Milei sostiene un modello laissez-faire, allineandosi in particolare ai principi minarchici e anarco-capitalisti: a tal proposito ha proposto una revisione completa delle politiche fiscali e strutturali del Paese, sostenendo un drastico ridimensionamento del ruolo dello Stato, e la pressoché completa eliminazione dello stato sociale. In materia ambientale ha sostenuto posizioni negazioniste sul cambiamento climatico. Sulle questioni sociali, si oppone all'aborto e all'eutanasia e sostiene il possesso di armi da fuoco da parte dei civili. Sostiene invece posizioni di liberalizzazione sulla politica delle droghe e sul lavoro sessuale. In politica estera sostiene relazioni più strette con gli Stati Uniti, Israele e gli altri paesi occidentali, mentre ha raffreddato i rapporti con i paesi dei BRICS.
Richiede durante il suo ufficio da Presidente la cittadinanza italiana; nel dicembre 2024 la ottiene, in virtù dei propri antenati emigrati dalla Calabria.

## Biografia

### Infanzia e gioventù
Javier Gerardo Milei è nato il 22 ottobre 1970 nel quartiere Palermo della città di Buenos Aires da Norberto Horacio Milei, autista di autobus di origini italiane, e Alicia Luján Lucich, casalinga di origini croate. La sorella minore, Karina Milei, per anni amministratrice del patrimonio del fratello, dal dicembre del 2023 ricopre l'incarico di Segretario generale della Presidenza della Repubblica. Entrambi i nonni paterni di Milei erano calabresi, di Rossano (CS); la nonna materna era anch'ella italiana, mentre il nonno materno era di origini jugoslave. In un'intervista al settimanale britannico The Economist, Milei ha dichiarato che decise di intraprendere lo studio dell'economia all'età di dieci anni, colpito dalla grave crisi valutaria che nel 1981 fece seguito ai tentativi di riforme economiche del ministro José Alfredo Martínez de Hoz.
Milei ha completato gli studi secondari presso la Scuola Cardenal Copello nel quartiere di Villa Devoto. In seguito si è trasferito con la sua famiglia nella città di Sáenz Peña, provincia di Buenos Aires. Nella tarda adolescenza, dal 1987 al 1989, è stato portiere dei Chacarita Juniors nelle divisioni inferiori. Milei ha anche cantato nel gruppo Everest, in cui ha suonato soprattutto musica dei Rolling Stones. Laureato in Economia presso l'Università di Belgrano, ha conseguito due master presso l'Istituto per lo Sviluppo Economico e Sociale (IEDES) e l'Università Torcuato di Tella.

### Carriera
È stato capo economista presso la Maxima Administradora de Fondos de Jubilaciones y Pensiones (AFJP), capo economista presso lo Studio Broda e consulente governativo presso il Centro Internazionale per il regolamento delle controversie in materia di investimenti (ICSID). È stato anche economista senior presso la HSBC. È membro di B20, il Gruppo di politica economica della Camera di Commercio Internazionale, e del World Economic Forum. È uno specialista in crescita economica ed è stato professore di diverse materie economiche nelle università argentine e all'estero. È autore di 9 libri.
Per più di 21 anni è stato professore di macroeconomia, economia della crescita, microeconomia e matematica per l'economia. Dal 2013 legge e tiene conferenze sulla scuola austriaca di economia. Dal 2016 ha cercato di fondere concetti della scuola austriaca con concetti del monetarismo, poiché secondo lui Ben Bernanke è stato il più grande banchiere centrale di sempre, un punto di vista rifiutato da molti economisti austriaci. Milei ospita il suo programma radiofonico settimanale intitolato Demoliendo mitos ("demolendo miti").

### Carriera nei media
Dal 2014 ha iniziato a rilasciare interviste in vari programmi televisivi e radiofonici, insieme al collega Diego Giacomini. In seguito, durante il governo di Mauricio Macri, è stato invitato in diversi media per fornire un'analisi della situazione economica. Milei si è sempre caratterizzato per il suo modo di discutere, di esprimersi e di confrontarsi con giornalisti e politici. La sua personalità e le sue interazioni, sia nei media che nei social network, l'hanno fatto conoscere molto bene al pubblico.
Dall'alta esposizione e dal suo modo efficace di comunicare i suoi contenuti analitici, la sua teoria economica e il suo pensiero ideologico, ha finito per essere un economista riconosciuto da un settore della gioventù argentina e dalla società in generale, tanto che molti canali YouTube sono dedicati a caricare frammenti delle sue apparizioni mediatiche sulla piattaforma. Dalle sue apparizioni, economisti, politologi e giornalisti hanno cominciato a esporre nuovamente le idee liberali anche in televisione, alla radio e nei social network. Per questo motivo molti considerano Milei il principale responsabile della rinascita del liberalismo nella politica e nell'opinione pubblica argentina.
Nel 2018 debutta come attore nella sua opera teatrale “El consultorio de Milei”, con Claudio Rico e Diego Sucalesca. Lo spettacolo è diretto da Nito Artaza. Nel 2019, ospite dei talk-show argentini, amava travestirsi da General Ancap (contrazione di "anarcocapitalista"), un supereroe da lui inventato. “La mia missione – dichiarava Milei, mentre agitava un bastone da mago – è quella di prendere a calci nel culo keynesiani e collettivisti”. Nello stesso anno la rivista Noticias lo ha nominato come una delle persone più influenti in Argentina. Anche altri riferimenti liberali, come Manuel Adorni o José Luis Espert, sono apparsi nella lista.
Secondo la società di consulenza Ejes de Comunicación, nel 2018 è stato l'economista più invitato dai canali argentini. Nel 2019, la rivista Noticias lo ha classificato tra le persone più influenti in Argentina. Si distingue per il suo modo spesso aggressivo di discutere e per l'uso ricorrente di un linguaggio scurrile.
A metà del 2020 Milei si è espresso a favore delle marce contro il governo del presidente argentino Alberto Fernández. Sulla base di queste manifestazioni, il funzionario Kirchnerista Leandro Santoro ha definito la nuova ideologizzazione e politicizzazione dei giovani in Argentina, che in parte si sta orientando verso il liberalismo, "da non sottovalutare". Santoro ha fatto questa dichiarazione in un'intervista con il canale ufficiale C5N.

### Ingresso in politica
Nel 2021 Milei entra in politica fondando la coalizione "La Libertà Avanza", che ottiene il 17% alle elezioni parlamentari dello stesso anno. Milei è così entrato in parlamento in rappresentanza della città di Buenos Aires. Nel corso del mandato ha donato il suo stipendio di deputato attraverso una lotteria mensile.

### Presidenza della Repubblica Argentina
Candidato per il partito La Libertà Avanza all'elezione presidenziale in Argentina del 2023, Milei si dichiara nemico giurato della "casta politica", propone l'abolizione della Banca centrale e la dollarizzazione dell'economia.
Il 22 ottobre durante le elezioni per la presidenza al primo turno è risultato il secondo candidato più votato dopo Sergio Massa con quasi il 30% dei voti riuscendo così a passare al ballottaggio, grazie a Patricia Bullrich che ha chiesto ai suoi elettori di sostenerlo il 19 novembre sconfigge Massa conquistando il 55,69% dei voti.

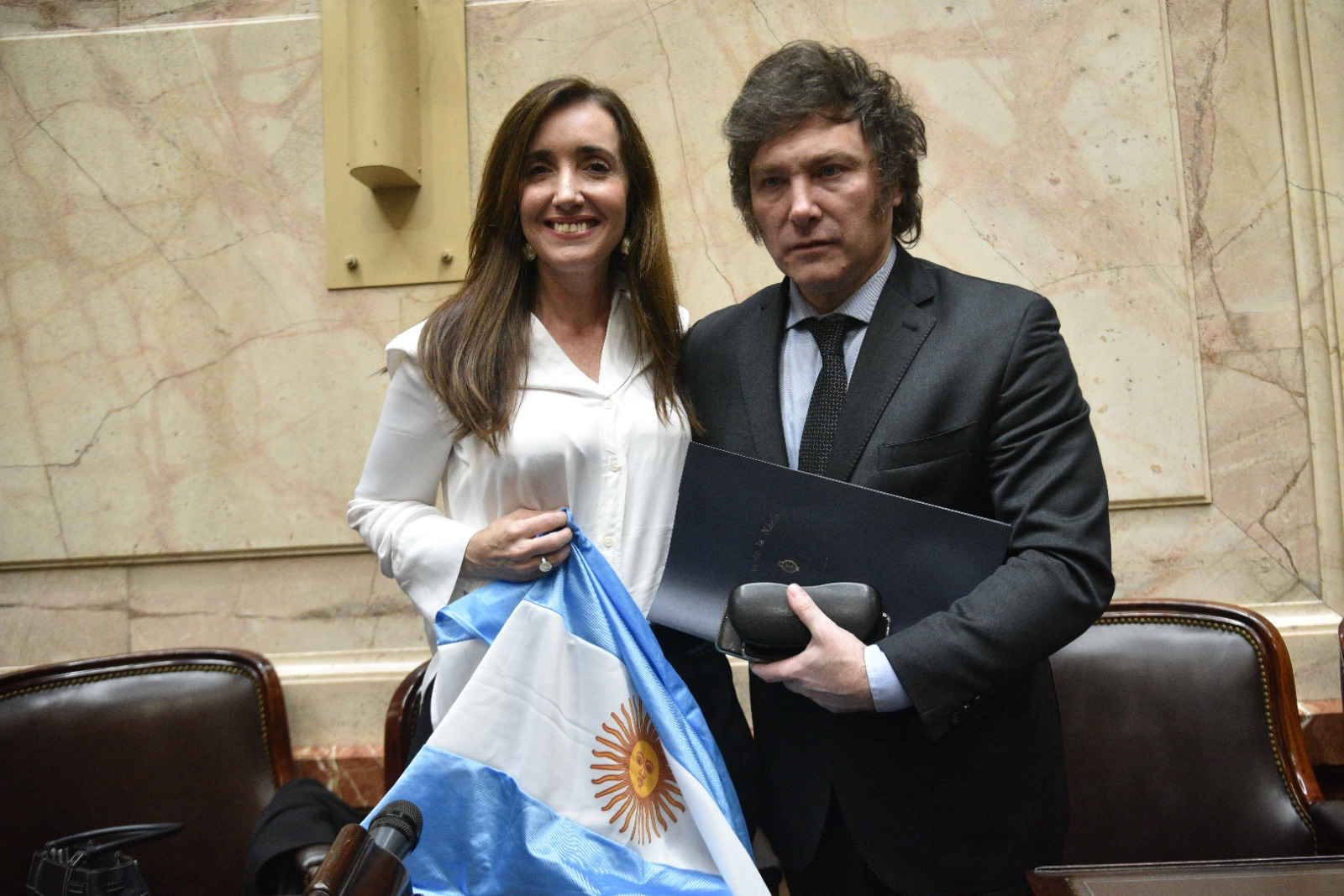
Javier Milei assieme alla vicepresidente Victoria Villarruel

Il 10 dicembre 2023 ha prestato giuramento nell'aula del Camera dei Deputati, pronunciando subito dopo il discorso d'insediamento all'esterno del Palazzo del Congresso Nazionale, davanti alla folla. Il discorso è durato più di mezz'ora e ha messo in luce la difficile situazione economica, considerandola la “peggiore eredità della storia”.
Il suo governo è stato ridotto a nove ministri, rispetto ai venti del governo uscente. È composto da figure tradizionali della politica argentina, come il ministro dell'Economia, Luis Caputo, già segretario di Stato e poi ministro delle Finanze nel governo di Mauricio Macri (2015-2019), e il ministro della Sicurezza, Patricia Bullrich, che già ricopriva questo incarico sotto il presidente Macri. Altri provengono dal settore privato, come Nicolas Posse, capo di gabinetto del nuovo capo di Stato, e Mariano Cúneo Libarona, ministro della Giustizia, entrambi ex dirigenti di Corporacion América, il conglomerato finanziario e mediatico di Eduardo Eurnekian, per il quale Javier Milei aveva lavorato anche come consigliere economico.
Nel febbraio 2025, il presidente Javier Milei è stato coinvolto in uno scandalo riguardante la promozione della criptovaluta $LIBRA. Dopo averne consigliato l'acquisto sui social media, la valuta ha subito un crollo significativo, portando a perdite finanziarie per molti investitori. Questo ha portato a richieste di impeachment da parte dei legislatori dell'opposizione e all'assegnazione di un'indagine al giudice federale María Servini. Milei ha successivamente cancellato il suo post promozionale, affermando di non avere alcun legame con la criptovaluta e di aver cessato la promozione una volta apprese maggiori informazioni sul progetto.

#### Politica economica

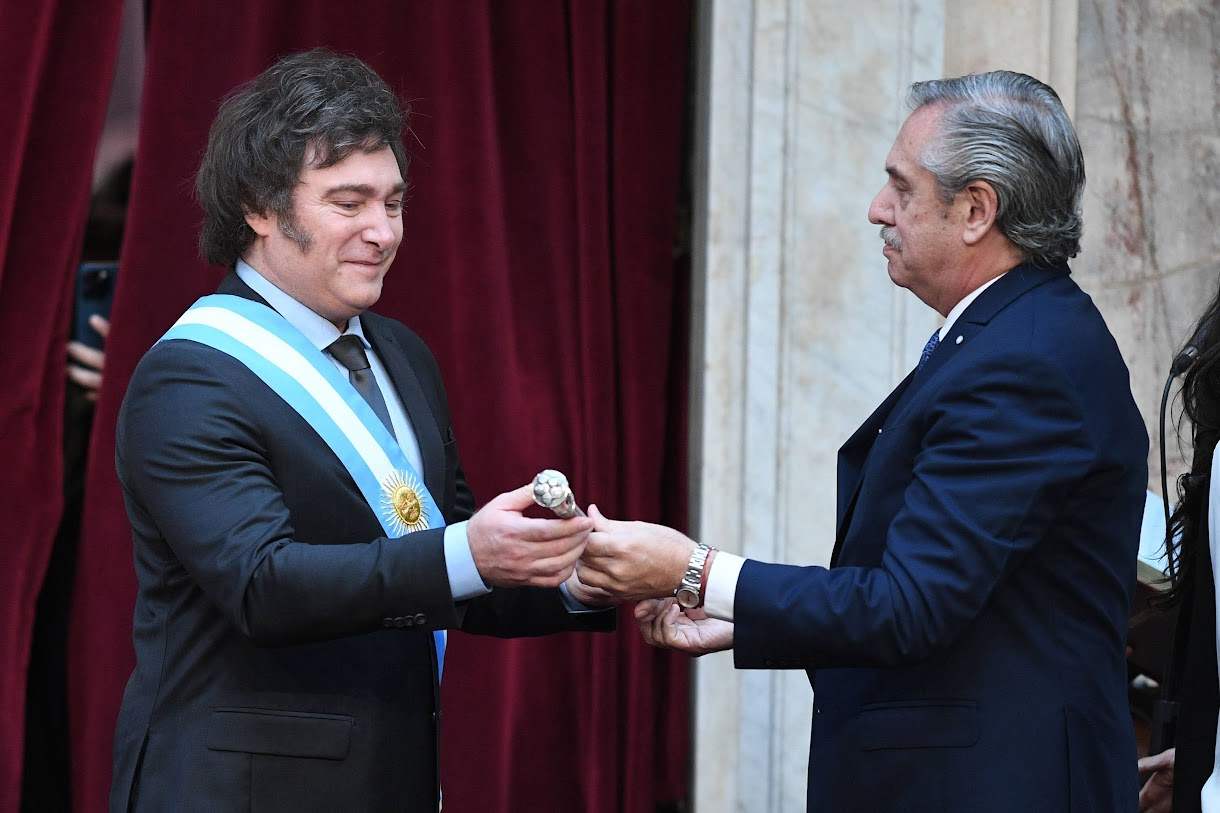
Alberto Fernández consegna a Javier Milei il bastone presidenziale durante la cerimonia d'insediamento, 10 dicembre 2023

Il 13 dicembre, a tre giorni dall’insediamento, annuncia le sue prime misure economiche, tra cui una svalutazione del peso argentino del 50% a partire dal giorno seguente. Allo stesso tempo, il governo ha annunciato tagli al bilancio per circa 20 miliardi di dollari, pari al 5% del prodotto interno lordo (PIL), in particolare riducendo i sussidi per i trasporti pubblici, l'elettricità, il gas e l'acqua. L'aggiustamento "ricadrà quasi interamente sullo Stato e non sul settore privato", ha spiegato il Presidente.
Pochi giorni dopo, il Presidente ha annunciato una serie di misure in materia di liberalizzazione e deregolamentazione tramite decreto d’urgenza (DNU), inviando poi al Congresso, convocato in sessione straordinaria fino al 31 gennaio 2024 a tal scòpo, un disegno di legge (Ley Omnibus) contenente svariate disposizioni, tra cui, soprattutto, quelle in materia di politica fiscale (in quanto modificabile, questa, solo con l’approvazione parlamentare) e prevedendo, per attuare tali interventi con l'obiettivo di ridurre la partecipazione dello Stato, uno stato di emergenza di due anni, prorogabile su richiesta del Presidente. Tali misure, tuttavia, hanno ben presto portato a proteste e scioperi generali, nonché a resistenze, contestazioni e scontri. Il DNU prevede la fine dei tetti agli aumenti delle assicurazioni mutualistiche e dei prezzi dei prodotti essenziali, la deregolamentazione dei servizi legati a Internet (per aprire le porte a Starlink, la società del miliardario Elon Musk, in Argentina) e del mercato immobiliare, in particolare con la fine dei controlli sugli affitti. Inoltre, facilita le privatizzazioni e rende più flessibile il diritto del lavoro: il periodo di prova per tutti i nuovi posti di lavoro viene esteso da tre a otto mesi e le indennità di licenziamento vengono ridotte.

Oltre a nuove privatizzazioni (41 aziende pubbliche, tra cui il gigante petrolifero YPF e la compagnia aerea Aerolíneas Argentinas), la legge concede pieni poteri all'esecutivo. Il testo autorizza l'esecutivo a governare per decreto almeno fino alla fine del 2025 e limita il diritto di manifestare, una mossa denunciata dai sindacati dei lavoratori.

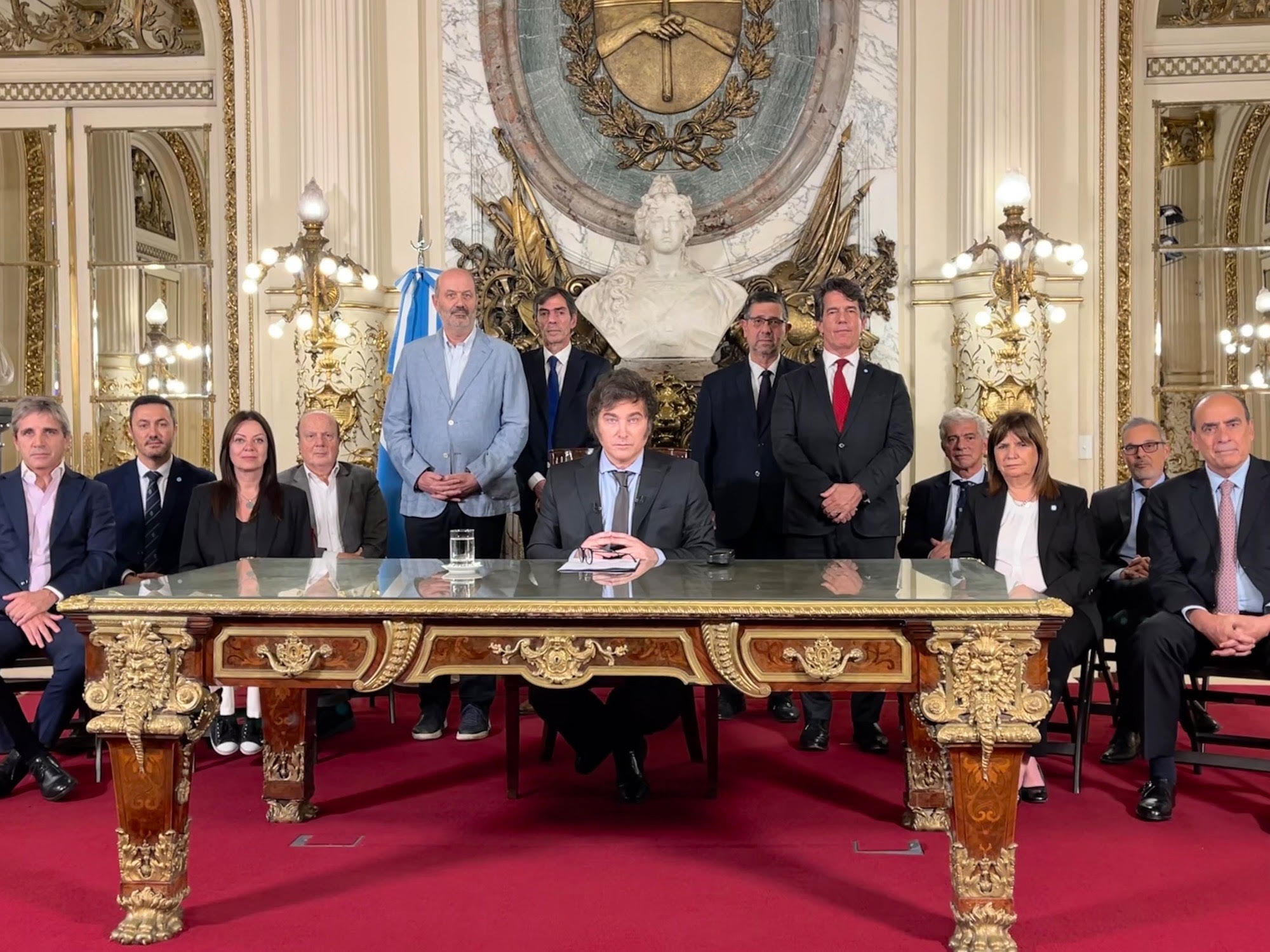
Milei ed il suo governo annunciano il DNU.

Il 24 gennaio, lo sciopero generale organizzato dai sindacati è stato accompagnato da manifestazioni di massa in tutto il Paese. In risposta, il governo ha minacciato di sospendere i benefici dei manifestanti e ha annunciato che avrebbe fatto pagare ai movimenti sociali l'impiego di polizia e gendarmi per scortare i cortei.
Nei mesi successivi, l'inflazione è accelerata fino a raggiungere un tasso annuo del 211%. Nel febbraio 2024, il governo ha riconosciuto che le riforme avevano spinto altri 2,5 milioni di persone nella povertà e che il tasso di povertà nel Paese aveva ormai raggiunto il 50%. Le riforme sono state accolte con favore dal FMI, che tuttavia ha rivisto fortemente al ribasso le prospettive di crescita dell'Argentina, passando da una previsione del 2,8% per il 2024 a una recessione del 2,8%, con una revisione di 5,6 punti percentuali a causa delle misure di austerità. Il FMI ha, tuttavia, deciso di concedere all'Argentina un prestito di 4,7 miliardi di dollari.
Nello stesso periodo, nonostante il fallimento della Ley Omnibus, il paese raggiunge per la prima volta dopo 12 anni un avanzo primario di 518.048 milioni di pesos (576 milioni di euro) a gennaio con un incremento del 256,7%, questo risultato è stato reso possibile dai tagli finanziari alla spesa pubblica attuati.
Nel marzo 2024 ha emanato un decreto che aumenta del 50% il suo stipendio e quello dei suoi ministri. Questa misura ha generato polemiche in Argentina, dove i salari e le pensioni dei lavoratori e dei pensionati sono diminuiti in media dal suo insediamento a causa della crisi economica e dove, durante le elezioni presidenziali, aveva fatto campagna contro i "privilegi" della "casta" politica.
Nel giugno del 2024, in seguito al fallimento della ''Ley Omnibus'', riesce a far approvare dal Congresso nazionale dell'Argentina (all'interno del quale la coalizione di Milei era in minoranza), dopo mesi di negoziati, un nuovo pacchetto di riforme denominato Ley Bases, meno esteso della Ley Omnibus.
Il 18 ottobre ha annunciato l'avvio della dollarizzazione del paese, completando ciò in seguito ha detto che sarà possibile abolire il Banco Central.
Tra settembre e ottobre il Governo Milei ha promosso un condono fiscale, permettendo di regolarizzare la propria situazione patrimoniale gratuitamente fino a 100.000 dollari e se superiore pagando un'aliquota fissa del 5%. Alla fine della prima fase lo Stato ha incassato almeno 18 miliardi di dollari di valuta e 22 miliardi di titoli e altri beni. Il condono proseguirà fino alla fine del 2024, ma non più gratuitamente e con un'aliquota fissa del 10%.
Nel novembre 2024 ha introdotto la legge del "Silenzio assenso" volta a ridurre i tempi e i costi della burocrazia nonché i casi di corruzione: se dopo 60 giorni lo burocrazia non risponde nei confronti di un cittadino in attesa, ad esempio, di una licenza questa sarà considerata valida.
Entro il gennaio 2025, l'Argentina ha rimborsato con successo 4,3 miliardi di dollari di debiti agli obbligazionisti.
Nel primo e nel secondo trimestre del 2024, il PIL argentino ha subito una contrazione del 2,1% e dell'1,8%. Tuttavia, nell'ultimo trimestre ha registrato un'espansione del 3,9% nonostante la significativa austerità attuata dal presidente.

#### Politica estera
Il 29 dicembre, poco dopo la nomina a presidente, annuncia l’annullamento della procedura di adesione al blocco BRICS, decisa dal suo precedessore, nell’ottica di un avvicinamento agli Stati Uniti, pur reiterando un aumento del rapporto commerciale con quest’ultimo.
Il suo primo viaggio all'estero in qualità di Presidente è stato in Israele; i rapporti con questi sono molto stretti dato che Milei ha riconosciuto Gerusalemme come capitale d'Israele e la sostiene nella guerra contro Hamas durante l'invasione della Striscia di Gaza e contro Hezbollah nel sud del Libano.
Il 3 gennaio 2024, con una nota ufficiale del Ministero degli Esteri, ha riaperto la questione delle isole Malvinas/Falkland con il Regno Unito auspicando una relazione bilaterale per risolvere la disputa di sovranità in conformità con il diritto internazionale.
Le posizioni di Milei sull'invasione russa dell'Ucraina lo hanno distanziato da altri esponenti della destra, infatti Milei sostiene l'Ucraina nella sua difesa contro la Russia e ha inviato elicotteri militari in Ucraina durante i primi mesi della sua presidenza. Milei ha anche raffreddato le relazioni con la Russia e ha preso in considerazione l'invio di altre armi letali all'Ucraina.
Il 20 maggio 2024, partecipando a un convegno di Vox in Spagna per attaccare il premier Pedro Sanchez, chiama sua moglie "corrotta", essendo tuttora sotto indagine preliminare per traffico di influenze. Il ministro degli esteri spagnolo ha richiesto le scuse di Milei il quale non le ha fornite, inoltre non facendo visita al Re Filippo VI o al premier avrebbe infranto il protocollo diplomatico scatenando una crisi diplomatica.
A giugno 2024, durante un incontro a Berlino, Milei e il cancelliere tedesco Olaf Scholz hanno espresso il loro sostegno a un accordo di libero scambio tra l'Unione europea e il Mercosur. L'accordo sul libero scambio è stato annunciato per il 6 dicembre 2024.
Il 30 ottobre 2024 ha destituito il Ministro degli Esteri Diana Mondino, rea di aver votato a favore della risoluzione ONU contro l'embargo statunitense nei confronti di Cuba; la risoluzione è passata con 187 voti a favore, 2 contrari (Stati Uniti d'America e Israele) e 1 astenuto (Moldavia). È stato nominato Ministro degli Esteri Gerardo Werthein, ex ambasciatore negli Stati Uniti.
Il 13 novembre 2024 ha ritirato la delegazione argentina dalla conferenza ONU contro il cambiamento climatico COP29 svoltasi a Baku. Criticò precedentemente, sempre presso l'ONU, l'Agenda 2030 definendola "un programma sovranazionale di stampo socialista che attenta alla sovranità degli Stati Nazione e violenta il diritto alla vita, alla libertà e alla proprietà delle persone".
Il 13 dicembre 2024 riceve la cittadinanza italiana; il giorno successivo partecipa alla manifestazione Atreju.

#### Altri ambiti
Nel luglio 2024 ha emanato la "Legge Conan", in onore del suo mastino inglese, volta ad inasprire le pene per chi commette reati di tortura, abuso, anche sessuale, abbandono, uso improprio e mancate cure veterinarie nei confronti degli animali. La legge è stata promossa a seguito del caso di un autista di autobus che ha investito di proposito un cane; fatto nel quale lo stesso Milei pubblicò su suoi canali social il video dell'accaduto per aiutare a trovare il colpevole.

## Pensiero politico

### Politiche economiche e sociali
Javier Milei è un politico ultra-liberista: vuole abolire la banca centrale argentina e dollarizzare l'economia, ma ha anche espresso sostegno per il Bitcoin; vuole porre fine all'istruzione pubblica e sostituirla con un sistema di voucher scolastici; vuole privatizzare la sanità e legalizzare il libero commercio di organi umani. Vuole, inoltre, eliminare i ministeri della sanità, dell'istruzione e dell'ambiente per sostituirli con un unico ministero denominato il "Ministero del capitale umano".
È vicino alle posizioni del libertarismo di destra e aderisce alla filosofia dell'anarcocapitalismo, si considera infatti "un minarchico sul breve termine e un anarcocapitalista filosoficamente". È un forte sostenitore della scuola austriaca di economia e in particolare si rifà a Ludwig von Mises, Friedrich von Hayek e Murray N. Rothbard; ha affermato che "la chiarezza concettuale degli economisti austriaci è superlativa e domina fortemente il resto delle scuole". Coerentemente con la tradizione della scuola austriaca di economia, Milei è favorevole a uno Stato minimo e considera la tassazione "un furto": ha affermato che i soldi del suo stipendio (da politico) sono "soldi sporchi" e ha messo a disposizione il suo stipendio a sorteggio, sostenendo che lo Stato è "un’organizzazione criminale che si finanzia attraverso le tasse prelevate alle persone con la forza. Stiamo restituendo i soldi che la casta politica ha rubato"
È fortemente contrario all'eutanasia ed all'aborto: in particolare ritiene l'aborto una questione di diritti di proprietà, sostiene che sia moralmente sbagliato anche in caso di stupro, si oppone alla legge che lo ha legalizzato nel 2020 e propone di indire un referendum sulla legge sull'interruzione volontaria della gravidanza. È invece favorevole ai matrimoni tra persone dello stesso sesso (come esercizio del diritto di contratto), alla legalizzazione della prostituzione, alla legalizzazione delle droghe, alla legalizzazione della vendita di organi e alla libera vendita di armi da fuoco. Non è contrario alla vendita di bambini ma ha detto che, per via della delicatezza del tema, se ne potrà parlare solo tra 200 anni.
Le idee e lo stile politico di Milei sono stati paragonati a quelli dell'ex presidente del Brasile Jair Bolsonaro, del presidente degli Stati Uniti Donald Trump e del presidente di El Salvador Nayib Bukele; dei primi due, in particolare, è un forte sostenitore, condividendo con loro l'anticomunismo, la critica al socialismo e la contrarietà alla giustizia sociale. Sempre come Trump e Bolsonaro, Milei nega il cambiamento climatico, che considera essere una "menzogna del socialismo", è contrario al cosiddetto "marxismo culturale" (una teoria del complotto di estrema destra) e all'educazione sessuale nelle scuole ed è scettico sui vaccini contro il COVID-19. Ritiene che le disuguaglianze sociali siano naturali e che il governo non debba cercare di ridurle, aggiungendo che la giustizia sociale è un "concetto aberrante" e un "furto". Apprezza l'imprenditorialità e il successo individuale. Noto per la sua retorica anti-sinistra, ha accusato i governi socialisti di aver "ucciso milioni di persone nel XX secolo" e ha affermato che la cosa peggiore che sia capitata all'Argentina è stato "il peronismo nella sua versione kirchnerista". Descritto da El País come un anticlericale, ha accusato Papa Francesco di "essere l''incarnazione del comunismo" aggiungendo che "Gesù non pagasse le tasse"'. Nel marzo 2023 il Papa gli ha risposto in un'intervista: "l'estrema destra si ricostruisce sempre, è il trionfo dell'egoismo sul comunitarismo".
Secondo il think tank libertario Cato Institute, Javier Milei non è di estrema destra e prende la definizione di liberalismo dal suo mentore Alberto Benegas Lynch, un economista liberale classico molto noto in Argentina: "Il liberalismo è rispetto senza restrizioni del progetto di vita di altri, basati sul principio di non aggressione, e sulla difesa del diritto alla vita, alla libertà e alla proprietà privata. Le sue istituzioni fondamentali sono i mercati liberi da ogni intervento statale, la libera concorrenza, la divisione del lavoro e la cooperazione sociale. Ciò difficilmente corrisponde al conservatorismo sociale, al nazionalismo o, peggio, al fascismo." Ad esempio, la proposta di punta di Milei, la dollarizzazione, affronta un problema che preoccupa la stragrande maggioranza degli argentini: l'inflazione. Questa è una situazione avversata dai nazionalisti, che vedono la valuta come parte dell’identità nazionale, e dai sostenitori della sovranità monetaria. È anche favorevole all’apertura commerciale unilaterale.
In politica estera, ha dichiarato che, qualora eletto Presidente, avrebbe voluto allinearsi con gli Stati Uniti e Israele. Ha anche espresso l'intenzione di spostare l'ambasciata argentina in Israele da Tel Aviv a Gerusalemme, una decisione presa finora solo da quattro Paesi, tra cui gli Stati Uniti. Lo status della città è controverso: nel 1980, Israele ha annesso Gerusalemme Est, una mossa non riconosciuta dall'ONU, che considera l'area un territorio occupato. Ha anche annunciato che farà di Israele la sua prima destinazione come Presidente. Nel 2023 ha denunciato l'adesione dell'Argentina ai BRICS.
La coalizione che lo appoggia, La Libertà Avanza, è sospettata di aver chiesto ai suoi candidati di comprare il loro posto nelle liste elettorali per diverse decine di migliaia di dollari in vista delle elezioni generali del 2023. Lo hanno testimoniato uomini d'affari, avvocati e politici precedentemente vicini a Javier Milei. Secondo loro, sono stati chiesti almeno 10.000 dollari per una candidatura e fino a 250.000 dollari per i seggi più ambiti. Milei ha dichiarato che prenderà contromisure legali per quelle che lui definisce delle bugie.
Ha definito il gangster statunitense Al Capone un "benefattore sociale".

## Vita privata
I suoi genitori lo avrebbero maltrattato verbalmente e fisicamente. Quando, appena maggiorenne, cambiò città, non parlò più con loro per circa 10 anni Nel 2018, li espulse dalla sua vita e li rinnegò. Tuttavia, Milei ha affermato che gli abusi subiti dai genitori hanno contribuito alla sua capacità di gestire le avversità oggi, affermando che “questa è stata una grande esperienza per me”.
Ha affermato di essere cattolico ma di praticare anche l'ebraismo. Al fine di convertirsi all'ebraismo ha scelto come consigliere spirituale il rabbino Axel Wahnish.
Milei ha avuto come cane domestico un mastino inglese di nome Conan, che ha adottato da cucciolo nel 2004 dandogli il nome del protagonista del film del 1982 Conan il barbaro, interpretato da Arnold Schwarzenegger. Milei dichiarava di ritenere Conan il suo più caro amico e confidente. Conan è morto di cancro alla colonna vertebrale nel 2017. Milei ha clonato Conan nel 2018.
Dei cinque cloni di Conan, quattro si chiamano come i gli economisti preferiti di Milei: Milton (Friedman), Murray (Rothbard), Robert (Lucas) e Lucas (prende il nome sempre da Robert Lucas).
Celibe e senza figli, ha una relazione con la comica e imitatrice argentina Fátima Flórez.
Il suo patrimonio personale valeva 125 milioni di dollari nel 2024.

## Opere

### Libri
- Lecturas de Economía en tiempos de Kirchnerismo, 2014;
- Política Económica Contrarreloj, 2014;
- El retorno al sendero de la Decadencia Argentina, 2015;
- Maquinita, Infleta y Devaluta, 2016, con Diego Giacomini;
- Otra vez sopa: maquinita, infleta y devaluta: ensayos de economía monetaria para el caso argentino, con Diego Giacomini;
- Desenmascarando la mentira keynesiana. Keynes, Friedman y el triunfo de la Escuela Austriaca;
- Libertad, libertad, libertad, con Diego Giacomini;
- Pandenomics: La economía que viene en tiempos de megarrecesión, inflación y crisis global.

### Articoli
- Selected academic articles (2004) Real Exchange Rate Targeting. ¿Trilema Monetario o Control de Capitales? La Política Fiscal, Revista de Economía y Estadística, Universidad Nacional de Córdoba, Facultad de Ciencias Económicas, Instituto de Economía y Finanzas, vol. 0(2), pages 63–87, January. (2014)
- De los picapiedras a los supersónicos: Maravillas del progreso tecnológico con convergencia, Revista Actualidad Económica, Universidad Nacional de Córdoba, Facultad de Ciencias Económicas, Instituto de Economía y Finanzas, vol. 0(83), pages 5–18. (2017)
- Ensayos Monetarios para Economías Abiertas: El Caso Argentino (with Diego Giacomini), Revista Actualidad Económica, Universidad Nacional de Córdoba, Facultad de Ciencias Económicas, Instituto de Economía y Finanzas, vol. 0(91), pages 5–24.